# Bayeux

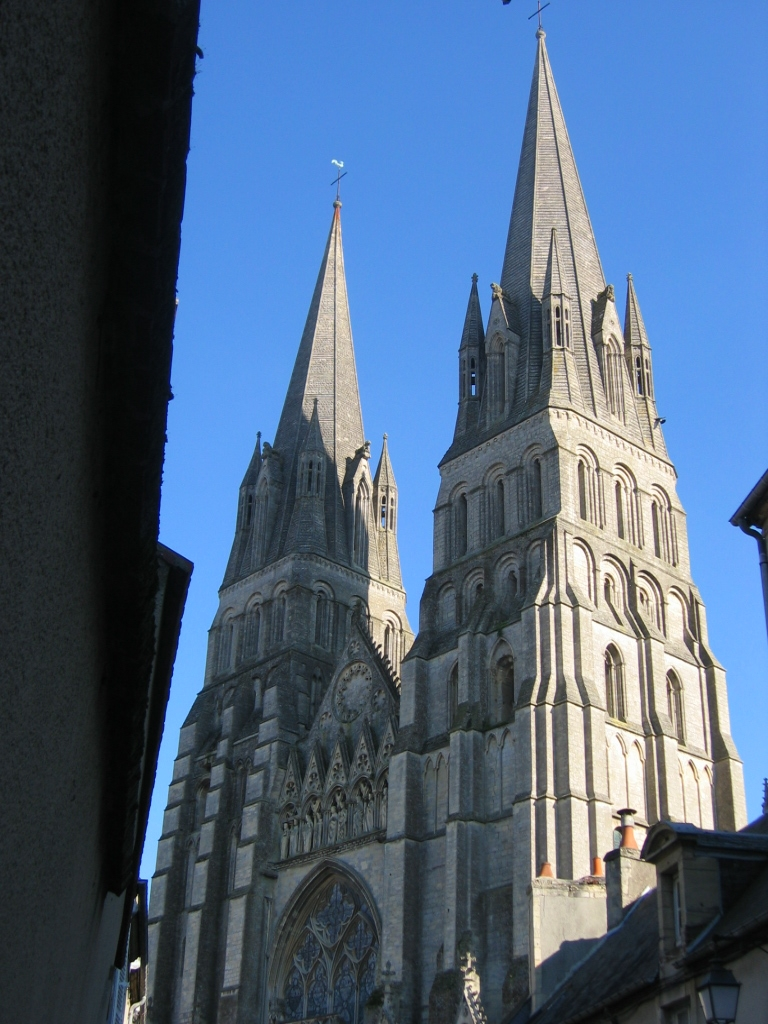
Catedrala din Bayeux

Bayeux (AFI: ba'jø:) este un oraș din Franța, sub-prefectură a departamentului Calvados, în regiunea Normandia de Jos. 
A fost primul oraș francez eliberat după debarcarea Aliațior pe coastele Normandiei, pe data de 17 iunie 1944.

## Nume
Așezarea este pomenită pentru prima oară în epoca stăpânirii romane, de către geograful Ptolemeu . Ca și episcopul Grégoire de Tours mai târziu, Ptolemeu considerase localitatea drept cea mai importantă așezare a baiocazilor (lat. baiocasses) din regiunea Bessin. Așa-numita Civitas Baiocassium, numită mai târziu de către romani Augustodorum, va purta sub Merovingieni numele Baiocas, pentru a fi consemnată în vremea lui William Cuceritorul sub numele Bayeaux.

## Geografie
Bayeux este situat la 7 kilometri de coastele Mării Mânecii și la 30 de kilometri spre N - V de orașul Caen. Orașul este traversat de râul Aure.
- Latitudine: 49°16'46 N
- Longitudine: 0°42'10 V

- Altitudinea minimă: 32 m, altitudinea medie: 50 m, altitudinea maximă: 67 m.

## Demografie
În anul 1999, orașul Bayeux avea 14.961 de locuitori.
Primar în funcțiune (2008 - 2014) este Patrick Gaumont.

## Istorie
Oraș important al provinciei romane Lugdunensis II, Augustodorum deveni în evul mediu timpuriu sediul episcopului sufragant din Rouen. În decursul secolului al III-lea ținutul Bessin a fost colonizat de saxoni, în secolul al V-lea el a fost adăugat de către Clovis I regatului francilor. Pentru perioada merovingiană este consemnată existența unei monetării în Bayeux. 
Sub domnia lui Carol cel Mare Bessin-ul a devenit comitat. Dezvoltarea lui a fost abrupt întreruptă de invaziile normanzilor din 885, conduși de Rollo. Din anul 924 regiunea intră în componența ducatului normand, ceea ce însă nu a stăvilit neliniștile datorate repetatelor invazii scandinavice. Astfel, în 940, după o scurtă perioadă de stăpânire bretonă, zona a fost din nou devastată de wikingi. Cetatea Bayeux a fost asediată în anul 943 de oștirile ducelui francilor, Hugues cel Mare (897-956), care urmărea înlăturarea lui Richard I de la conducerea ducatului Normanziei. Normandul Hagrold a organizat cu succes apărarea orașului, dar a trebuit până la urmă, în 944, să-l cedeze lui Ludovic IV Transmarinul. 
Istoria episcopilor din Bayeux este o temă controversată în cercetare. După unele opinii primul episcop al orașului a fost Sf. Exuperus, în secolul al IV-lea.

## Monumente și muzee

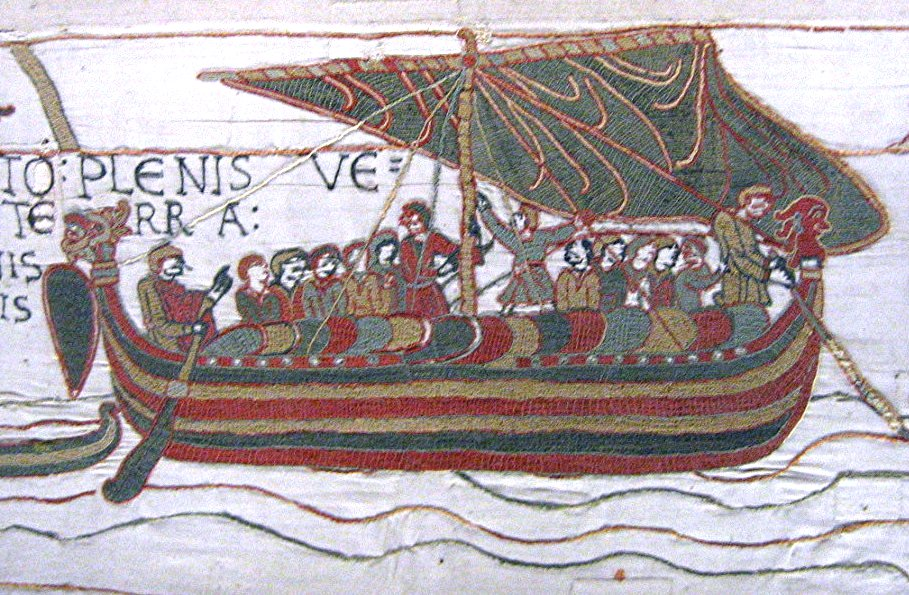
Fragment din Tapiseria reginei Mathilde.

- Centrul Guillaume le Conquérant (William Cuceritorul), unde se află expusă tapiseria (lungă de 70 de metri), atribuită reginei Mathilde (1031 - 1083).
- Catedrala Notre-Dame, ale cărei vitralii comemorează expediția lui William Cuceritorul (1066). Catedrala este remarcabilă atât prin marea sa orgă cât și prin lista cavalerilor normanzi participanți la bătălia de la Hastings (1066).
- Muzeul Generalul Charles de Gaulle, situat într-o locuință din secolul al XIV-lea.

## Personalități născute la Bayeux
- Alain Chartier (1392 - 1430), om politic și poet,
- Pierre Du Bosc (1623 - 1692), preot, predicator celebru,
- Mademoiselle George (1787 - 1867), actriță și metresă a lui Napoleon I,
- Arcisse de Caumont (1801 - 1873), arheolog,
- Jean Grémillon (1898 - 1959), realizator de filme;
- Roger Bésus (1915-1994) sculptor, scriitor;
- Éric Navet (n.1959), călăreț,
- Lionel Lemonchois (n. 1960), navigator,
- Franck Dumas (1968 -), fotbalist,
- Frédéric Née (1975 -), fotbalist,
- Jean-Léonce Dupont, senator, fost primar,
- Kévin Vauquelin (n. 2001), ciclist.

## Orașe înfrățite
- Dorchester, Marea Britanie,
- Lübbecke, Germania,
- Chojnice, Polonia,
- Eindhoven, Țările de Jos (Olanda),
- Viborg, Danemarca.

## Galerie de imagini

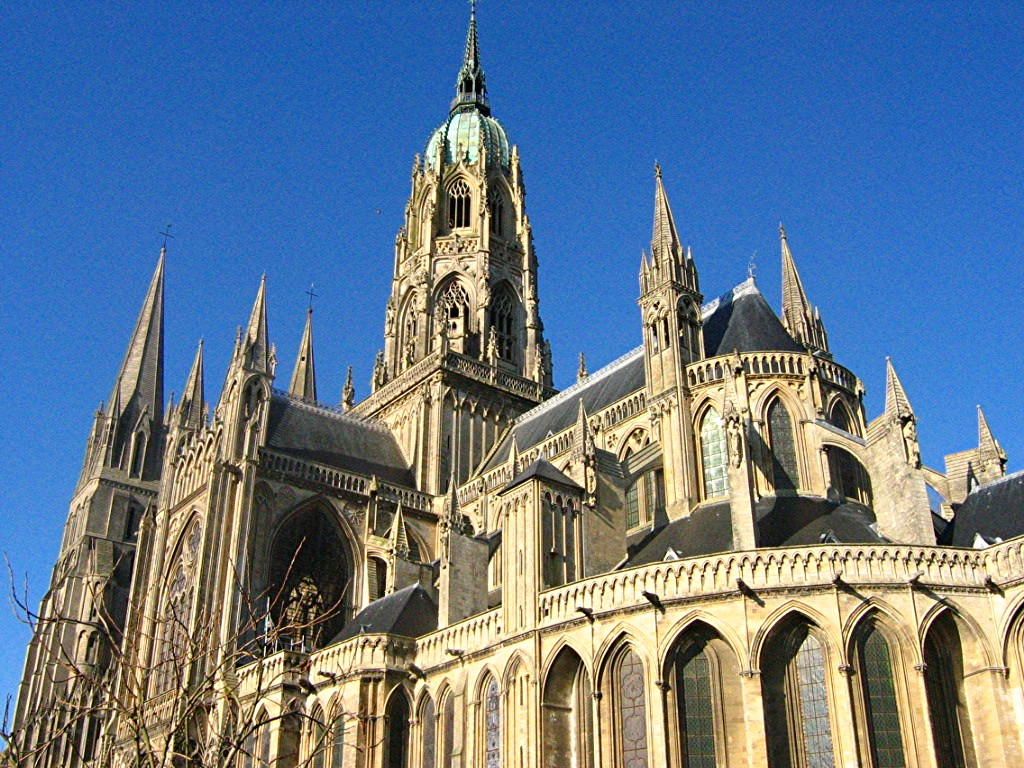
Catedrala din Bayeux
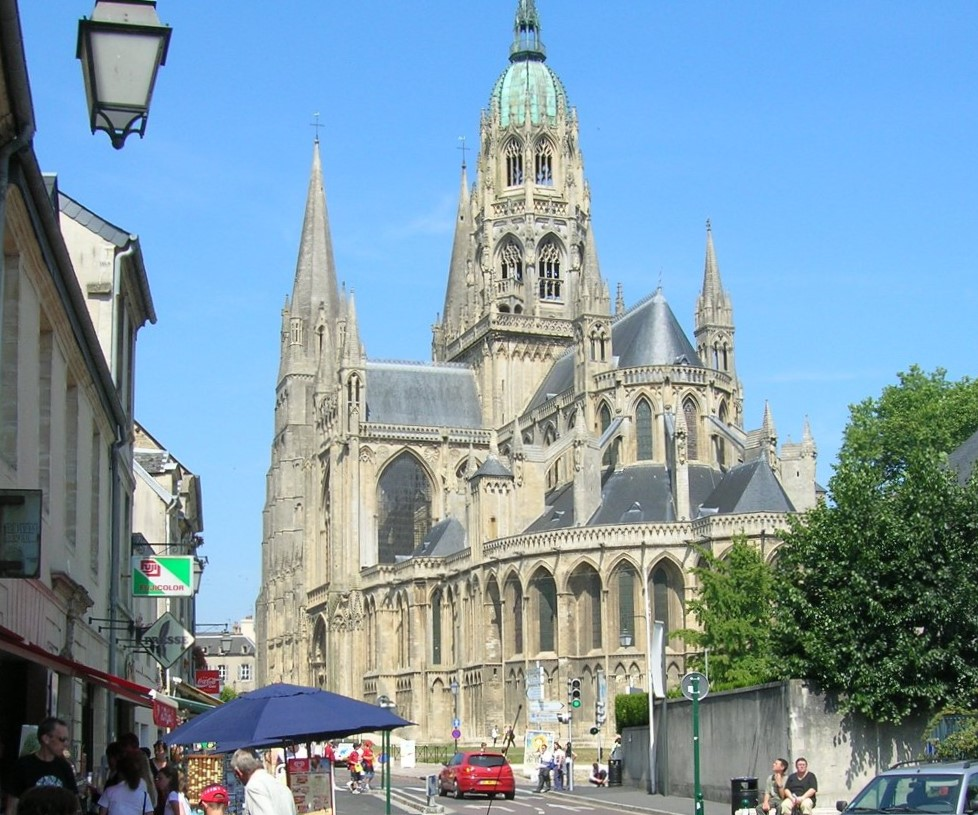
Catedrala Notre-Dame la 14 iulie 2005
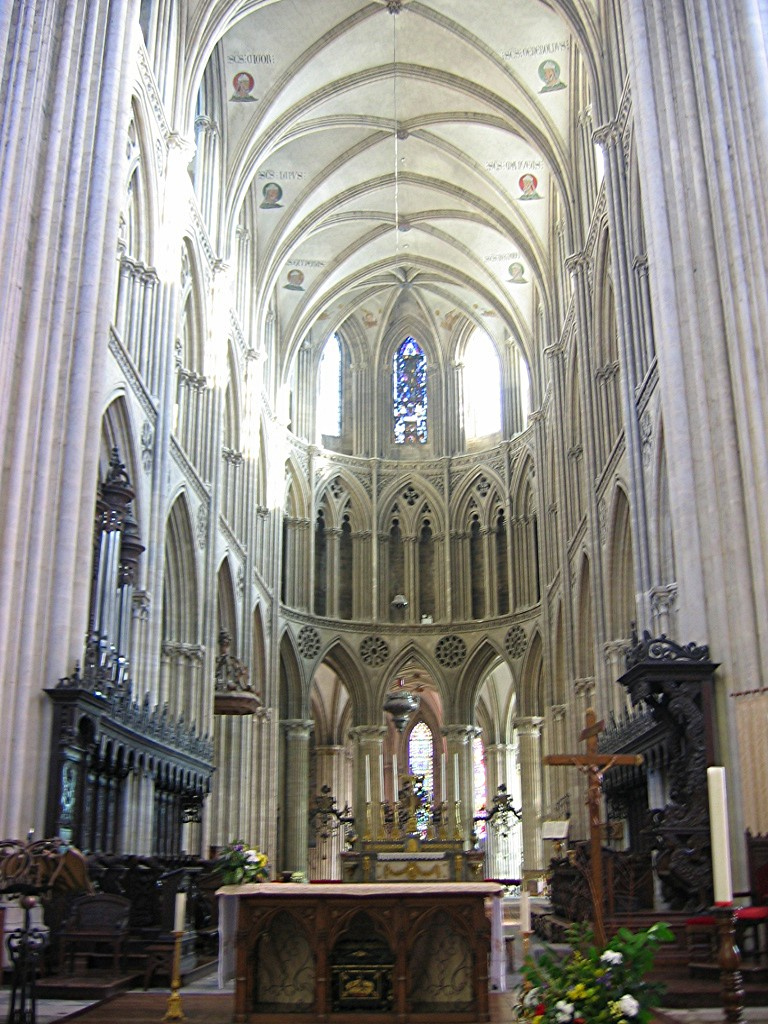
Corul catedralei.
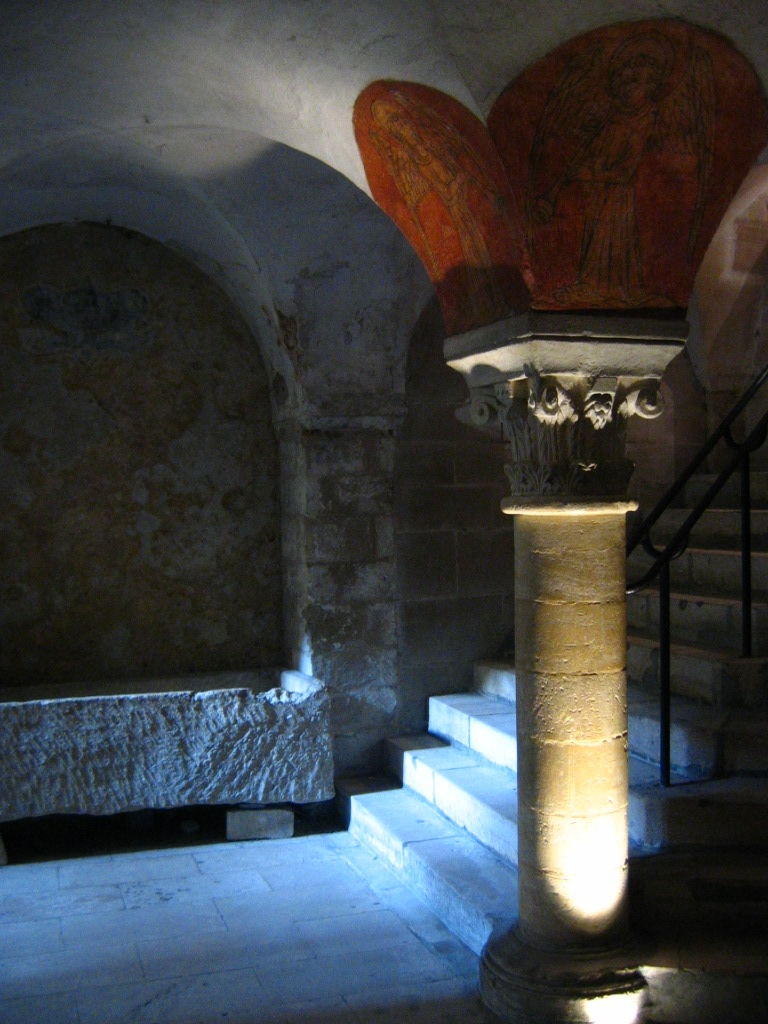
Cripta.
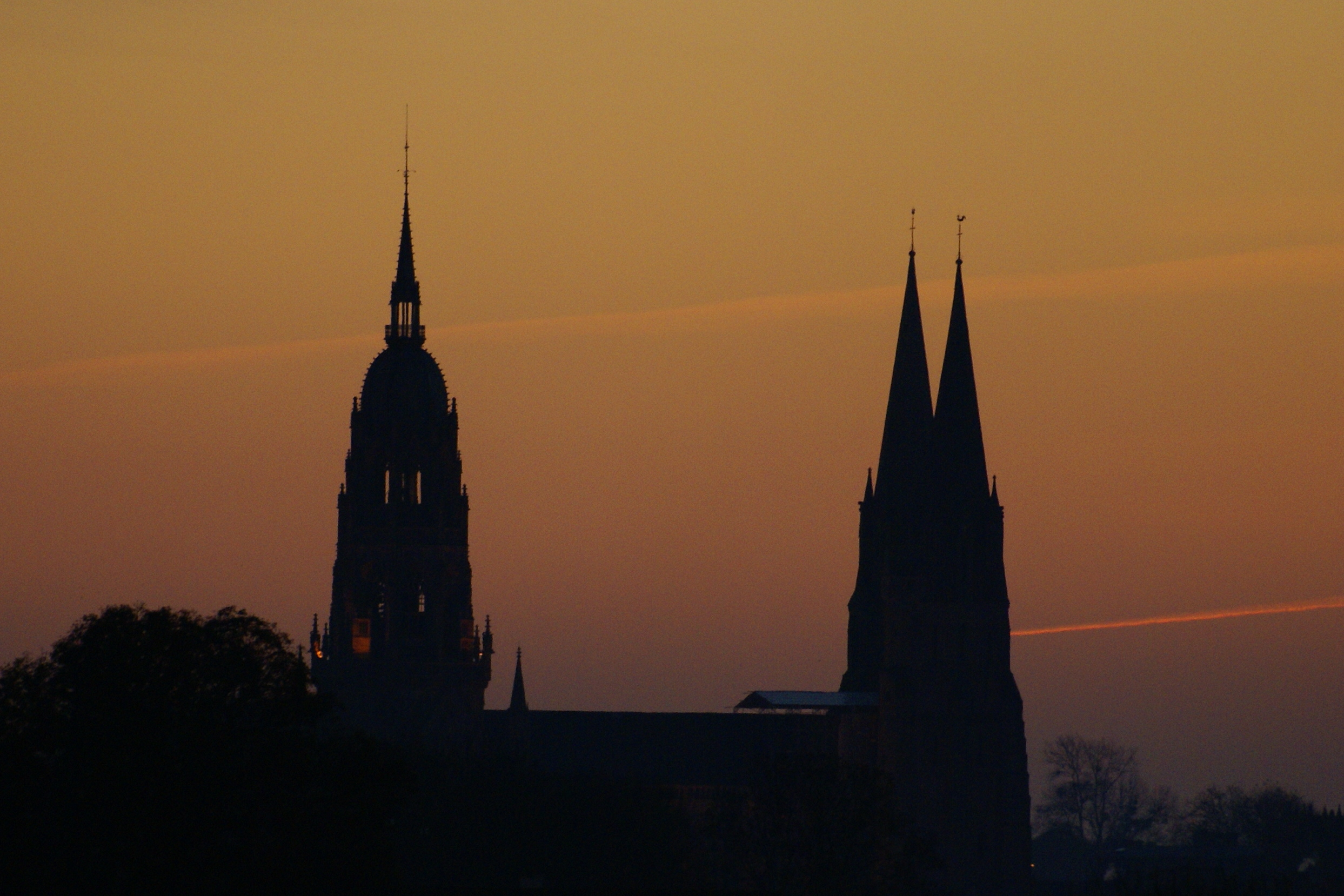
Catedrala din Bayeux în amurg.
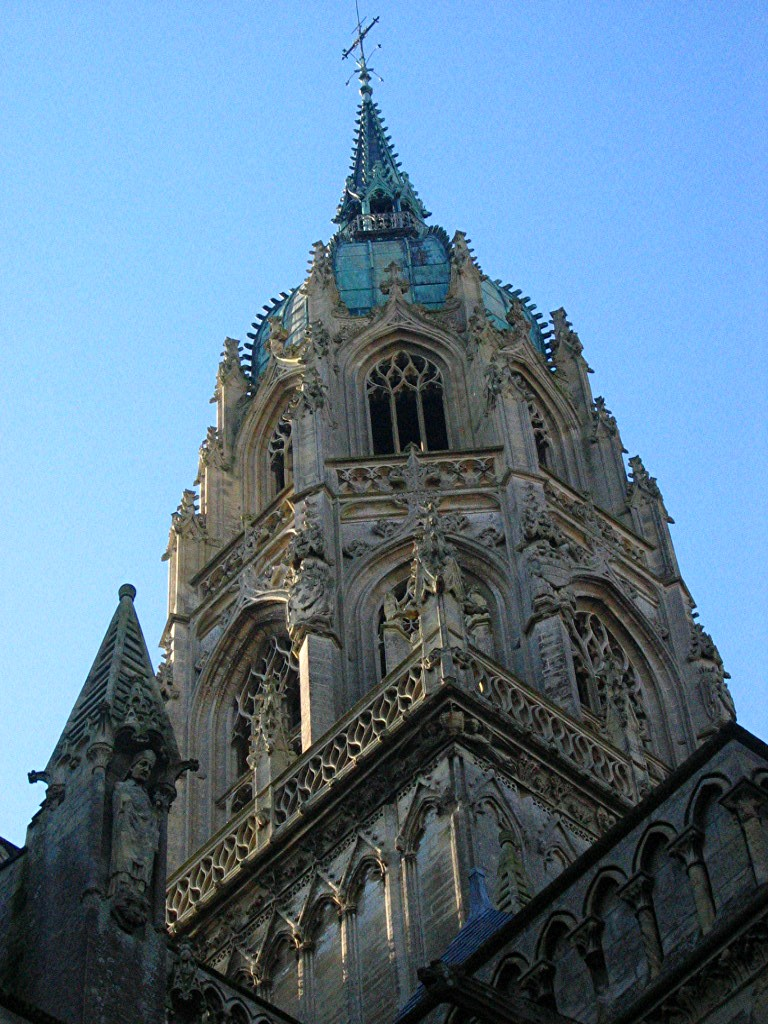
Turnul catedralei din Bayeux
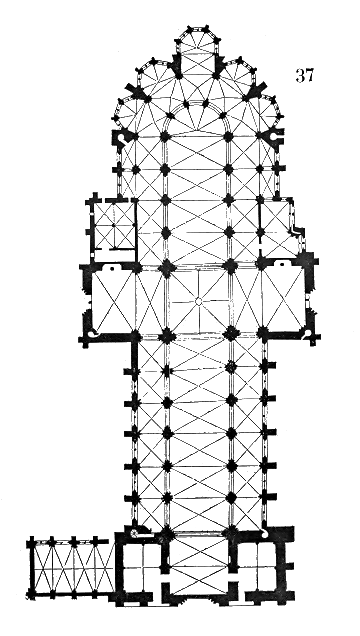
Planul catedralei.
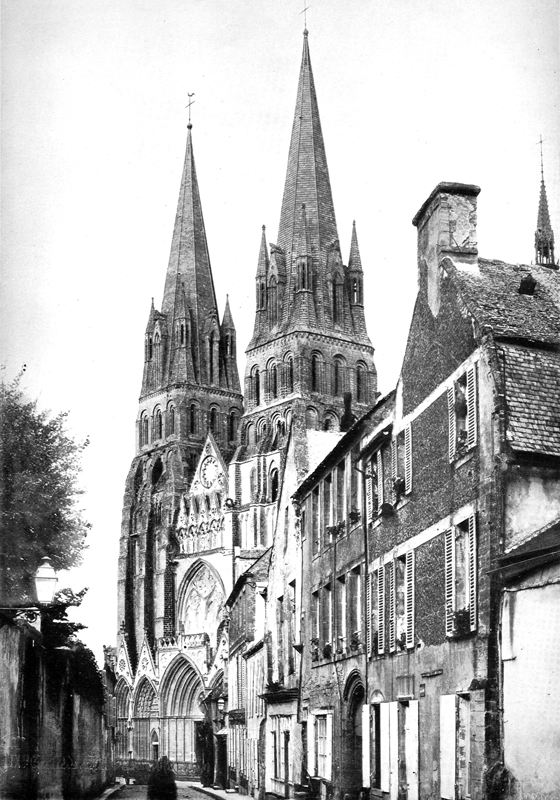
Catedrala din Bayeux în 1900.
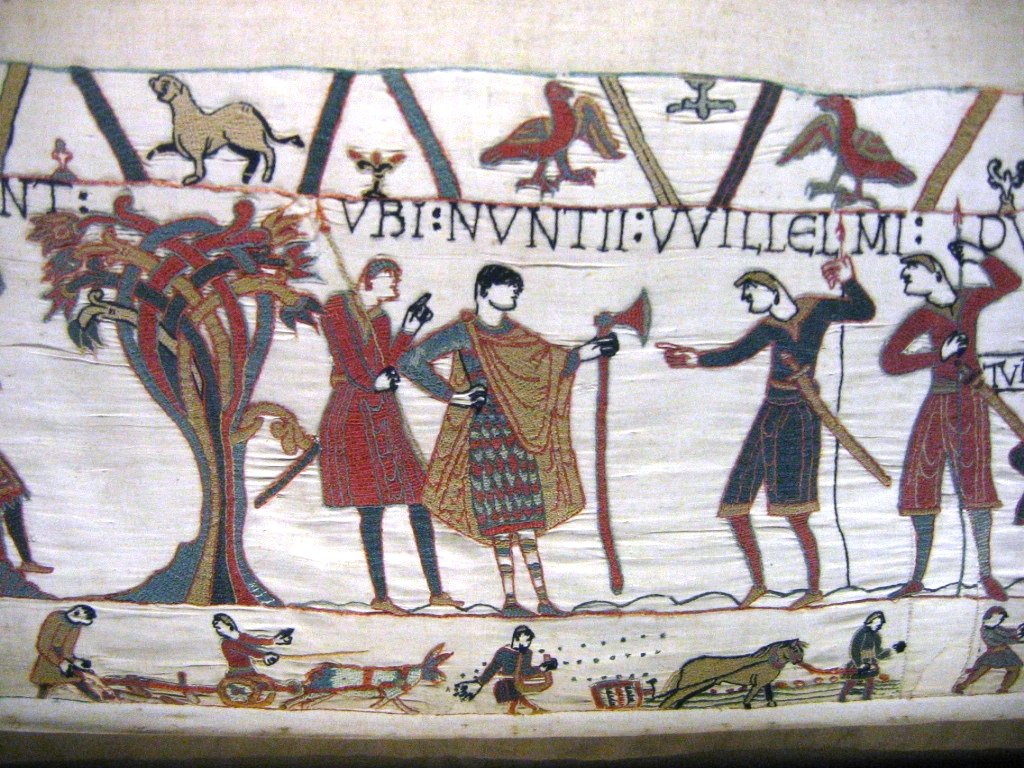
Un detaliu al tapiseriei atribuite reginei Mathilde de Flandra.
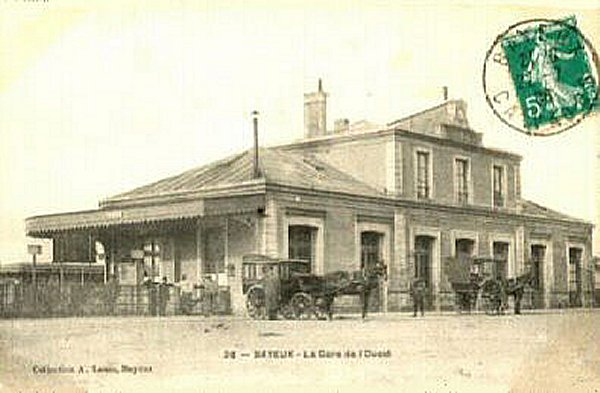
Gara din Bayeux la începutul secolului al XX-lea
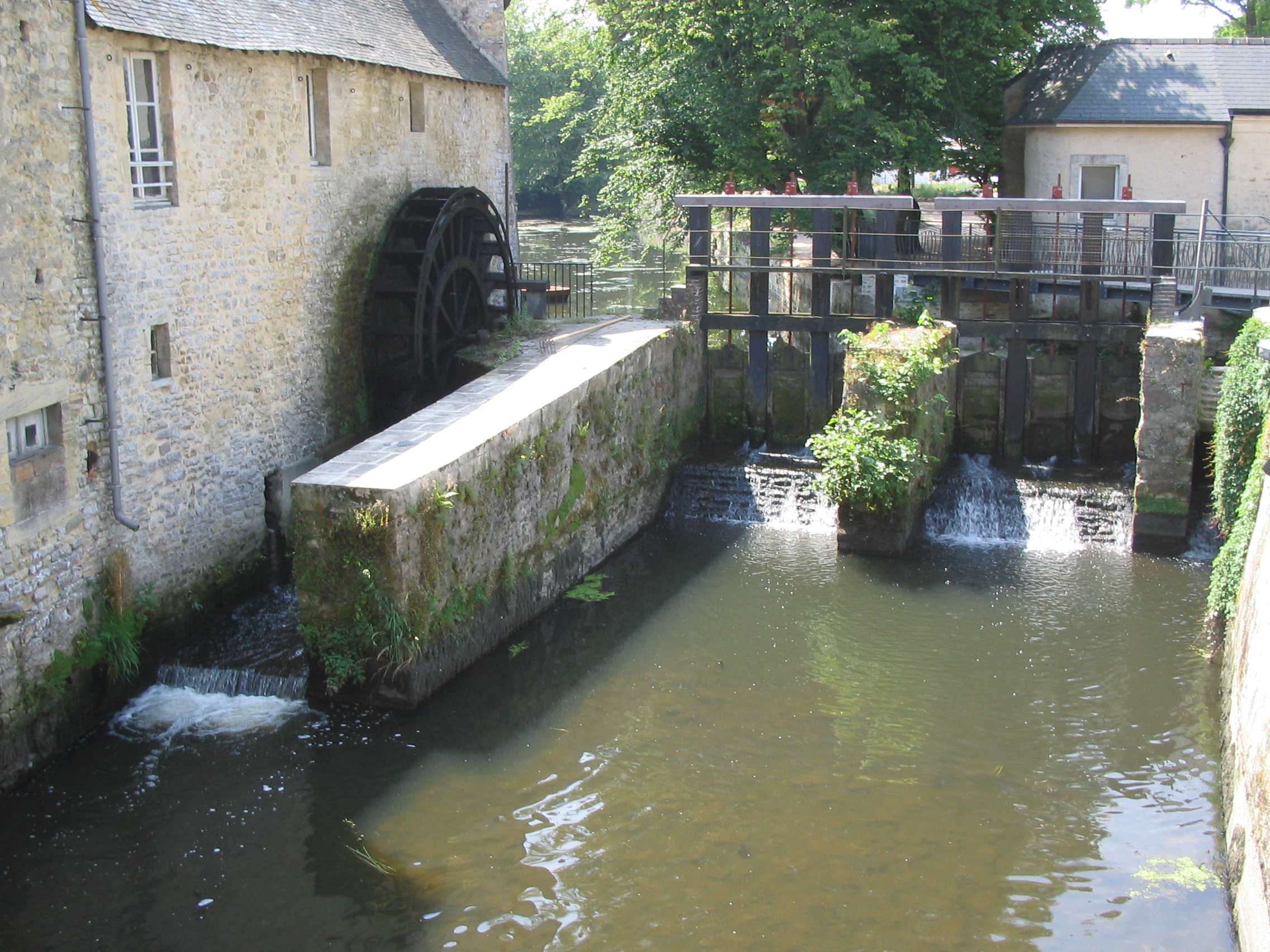
Moară cu apă funcționând pe Aure.
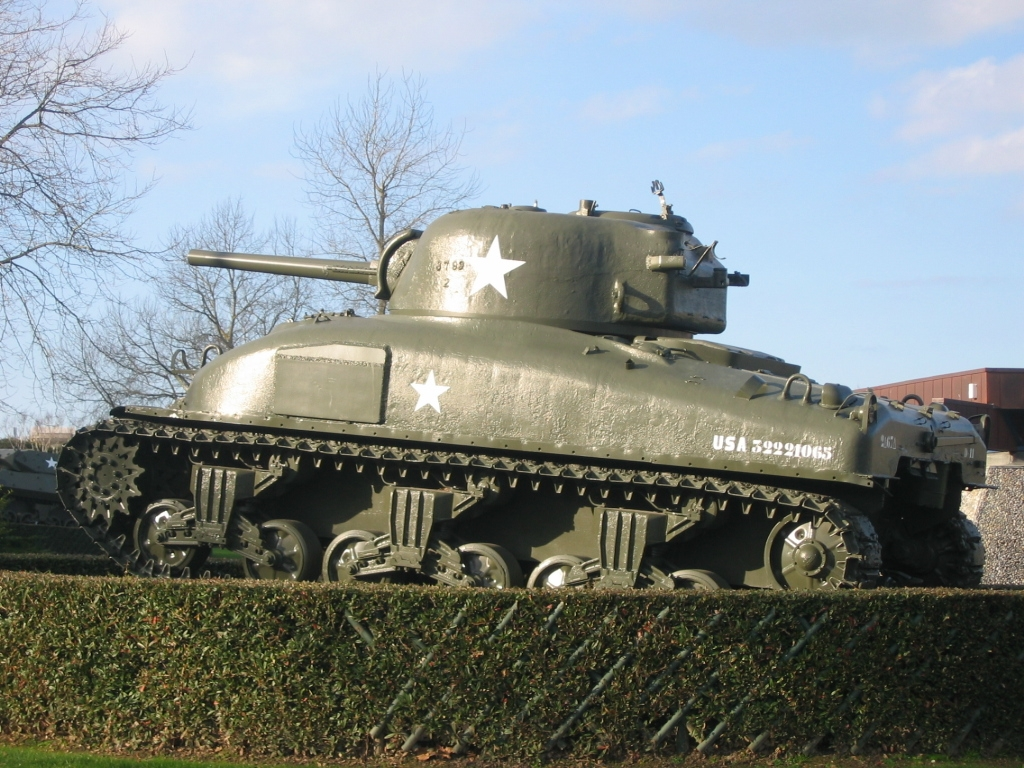
Car de luptă blindat Sherman M4 A1 expus în fața Muzeului Memorial al Bătăliei Normandiei la Bayeux.